# Židovský hřbitov v Kojetíně
Židovský hřbitov v Kojetíně se nachází v severní části města Kojetín, po pravé straně silnice II/367 na Uhřičice, asi 750 metrů severozápadně od někdejší kojetínské synagogy. 

## Historie a popis
Rok založení není znám, avšak nejstarší dochovaná zmínka pochází z roku 1574, kdy byl hřbitov rozšířen. Rozkládá se na ploše 5908 m2 a čítá na 700 náhrobních kamenů, z nichž nejstarší pochází z roku 1782. Pohřbívalo se zde do roku 1942. V minulosti byla součástí hřbitova secesní obřadní síň z roku 1901, postavená dle návrhu architekta Wilhelma Stiassneho, která byla v 70. letech 20. století zbořena.
1778-1780 zde působil jako rabín známý Eleazar Fleckeles.
Hřbitov je chráněn jako kulturní památka České republiky a je uzamčen, klíč si lze vypůjčit ve Vzdělávacím a informačním centru na Masarykově náměstí.